# Isabel Aboy
Isabel Alejandra Aboy Ferrer (Madrid; 4 de mayo de 1982) es una actriz española conocida por su papel en Medico de familia.

## Biografía
Isabel Aboy se dio a conocer en 1995, a los 13 años, a raíz de su papel en la exitosa serie de Telecinco Médico de familia, donde interpretó durante cinco años a María, la hija mayor del personaje de Emilio Aragón.
Tras un tiempo apartada de la interpretación, fichó en 2001 por Periodistas, donde fue la becaria Berta durante las dos últimas temporadas de la producción, también de Telecinco.
Desde entonces, se dedicó a estudiar, licenciándose en Psicología, haciendo también pequeños trabajos como modelo hasta que le llegó su primera oportunidad en el teatro. Fue en el año 2004 y de la mano de una de sus compañeras en Médico de familia, Luisa Martín (la recordada Juani de la serie), junto a la que protagonizó Historia de una vida.
En 2007 Isabel se subiría de nuevo a los escenarios y otra vez coincidiendo con un compañero de Médico de familia, el actor Antonio Valero. En esta ocasión, la obra se titulaba La mujer que se parecía a Marilyn.
En marzo de 2007 apareció en un reportaje del programa El Buscador de Telecinco sobre los niños actores en el que hablaba de su experiencia en Médico de familia. En 2008 estrenó la obra Al otro lado del tabique en el Teatro Lara de Madrid.

## Vida personal
Trabajó como psicóloga en la extinta asociación Protégeles, especializada en el apartado de seguridad en internet, acoso escolar y trastornos de la alimentación.

## Trayectoria profesional

### Televisión

#### Como actriz
| Año         | Serie             | Canal     | Personaje           | Notas         |
| ----------- | ----------------- | --------- | ------------------- | ------------- |
| 1995 - 1999 | Médico de familia | Telecinco | María Martín Soller | 119 episodios |
| 1999 - 2002 | Periodistas       | Telecinco | Berta Rocha         | 39 episodios  |
| 2007        | Yo soy Bea        | Telecinco | Modelo              | 1 episodio    |
| 2017        | Centro médico     | La 1      | Episódica           | 1 episodio    |

#### Como invitada en programas
- Crónicas marcianas (1999). Telecinco.
- Lo + Plus (2001). Canal Plus.
- Pasapalabra (2005). Antena 3.
- Arucitys (2005). City TV.
- El Club (2005). Televisió de Catalunya (TV3)
- Password (2008). Cuatro.
- Pasapalabra (2008, 2009). Telecinco
- ¡Qué tiempo tan feliz! (2011).  Telecinco
- Mi casa es la tuya (2018).  Telecinco
- Pasapalabra (2021). Antena 3.

### Teatro
- Historia de una vida (2004).
- La mujer que se parecía a Marilyn (2007).